# Том Елліс
Томас Джон «Том» Елліс (англ. Thomas John "Tom" Ellis; нар. 17 листопада 1978, Кардіфф, Уельс) — валлійський актор. У Британії відомий передусім своєю роллю доктора Олівера Казінса у мильній опері «Жителі Іст-Енду» та роллю Гарі Престона у серіалі «Міранда». Також грає головні ролі в американських серіалах «Раш» та «Люцифер».

## Біографія
Народився 17 листопада 1978 року в Кардіффі, Уельс, у сім'ї Мерилін Джин (Гупер) та Кристофера Джона Елліса. Його батько, сестра та дядько — священнослужителі баптистської церкви. Ще один його дядько — Роберт Елліс — обіймає посаду ректора в Рідженс-Парк-Коледж (богословський коледж в Оксфордському університеті), де колись навчався батько актора. Елліс-молодший же вчився у школі Гай Сторрс (High Storrs School), а також грав на валторні в Молодіжному оркестрі міста Шеффілд (City of Sheffield Youth Orchestra).

## Особисте життя
2006 року Елліс одружився з акторкою Тамзін Оутвейт. 25 червня 2008 року в них народилася донька Флоренс Елзі. Від своїх попередніх стосунків також має доньку Нору. 20 грудня 2008 року пара взяла участь у телегрі «Всі зірки „Містер і Місіс“». Їхня друга донька — Мерні Мей — народилася 2 серпня 2012 року.
Елліс та Оутвейт розлучилися 2014 року, причиною ж, за словами дружини актора, стала подружня невірність її чоловіка.
З 2015 року зустрічається з американською акторкою і сценаристкою Меган Оппенгеймер. 2019 року вони одружилися.
Проживає в Канаді та США.

## Кар'єра
Серед інших відомих робіт актора, роль Джастіна у серіалі «Ми не ангели» та роль Томаса Міллігана у тринадцятій серії третього сезону серіалу «Доктор Хто». У липні-серпні 2009 року разом із Феєм Ріплі знявся у серіалі «Понеділок, понеділок», а 2013 року виконав роль Віктора Франкенштейна («блискучого лікаря, який намагається знайти спосіб оживити свою мертву доньку Анну») у серіалі «Готика». 2014 року виконав головну роль у серіалі «Раш».
Грає роль Люцифера в однойменному серіалі, прем'єра якого відбулася 25 січня 2016 року.

## Фільмографія
| Рік       | Назва                                       | Оригінальна назва                            | Роль                     | Примітки                                                 |
| --------- | ------------------------------------------- | -------------------------------------------- | ------------------------ | -------------------------------------------------------- |
| 2001      | «Життя і пригоди Ніколаса Нікльбі»          | The Life and Adventures of Nicholas Nickleby | Джон Бровді              |                                                          |
| 2001-02   | «Гарний хлопець Едді»                       | Nice Guy Eddie                               | Френк Беннетт            |                                                          |
| 2001      | «Пограбування по-англійському»              | High Heels and Low Lifes                     | Поліцейський             |                                                          |
| 2001      | «Солдати Буффало»                           | Buffalo Soldiers                             | Сквош                    |                                                          |
| 2001      | «Джек і бобове дерево: Справжня історія»    | Jack and the Beanstalk: The Real Story       | більший хлопчик 1        | міні-серіал; 2 епізоди                                   |
| 2003      | «Поліанна»                                  | Pollyanna                                    | Тімоті                   |                                                          |
| 2003      | «Я буду поруч»                              | I'll Be There                                | Айвор                    |                                                          |
| 2004      | «Месія: Обіцянка»                           | Messiah III: The Promise                     | Доктор Філіп Райдер      | 2 епізоди                                                |
| 2004      | «Віра Дрейк»                                | Vera Drake                                   | Поліцейський             |                                                          |
| 2005      | «Перекази Шекспіра. Приборкання норовливої» | ShakespeaRe-Told                             | Клод                     | Епізод: «Багато шуму з нічого»                           |
| 2005      | «Убивства в Мідсомері»                      | Midsomer Murders                             | Лі Смітон                | Епізод: «Midsomer Rhapsody»                              |
| 2005      | «Воскрешаючи мертвих»                       | Waking the Dead                              | Гаррі Тейлор             | Епізод: «Straw Dog»                                      |
| 2005      | «Свідок на весіллі»                         | The Best Man                                 | наречений                |                                                          |
| 2005-06   | «Ми не янголи»                              | No Angels                                    | Джастін                  | 4 епізоди                                                |
| 2006      | «Жителі Іст-Енду»                           | EastEnders                                   | Доктор Олівер Казінс     | 29 епізодів                                              |
| 2006-07   | «Шоу Кетрін Тейт»                           | The Catherine Tate Show                      | Детектив Сем Спід        | 2 епізоди                                                |
| 2007      | «Передмістя у вогні»                        | Suburban Shootout                            | П. К. Гайнс              |                                                          |
| 2007      | «Доктор Хто»                                | Doctor Who                                   | Том Мілліган             | Епізод: «Last of the Time Lords»                         |
| 2008      | «Випробування та відплата»                  | Trial & Retribution                          | Нік Фішер                | 2 епізоди                                                |
| 2008      | «Купи, позич, укради»                       | Miss Conception                              | Зак                      |                                                          |
| 2008      | «Страсті»                                   | The Passion                                  | Апостол Пилип            | 4 епізоди                                                |
| 2009      | «Понеділок, понеділок»                      | Monday Monday                                | Стівен                   |                                                          |
| 2009-15   | «Міранда»                                   | Miranda                                      | Гарі Престон             |                                                          |
| 2010      | «Піжони»                                    | Dappers                                      | Марко                    | Епізод: «Правильна робота»                               |
| 2010      | «Мерлін»                                    | Merlin                                       | Король Сенред            | 4 епізоди                                                |
| 2010      | «Обвинувачені»                              | Accused                                      | Ніл                      | Епізод: «Історія Ліама»                                  |
| 2011      | «Привиди»                                   | The Fades                                    | Марк Етчес               |                                                          |
| 2011      | «Цукрове місто»                             | Sugartown                                    | Макс Барр                |                                                          |
| 2012      | «Ворота»                                    | Gates                                        | Марк Пірсон              | 5 епізодів                                               |
| 2012      | «Таємниця Крикли-холу»                      | The Secret of Crickley Hall                  | Гейб Келі                | міні-серіал; 3 епізоди                                   |
| 2012      | «Мовчазний свідок»                          | Silent Witness                               | отець Джейкобс           | Епізод: «Страх»                                          |
| 2013      | «Якось у казці»                             | Once Upon a Time                             | Робін Гуд                | Епізод: «Лейсі»                                          |
| 2013      | «Пуаро Агати Крісті»                        | Agatha Christie's Poirot                     | Детектив-інспектор Бланд | Епізод: «Дурість мерця»                                  |
| 2014      | «Раш»                                       | Rush                                         | Доктор Вільям Раш        | Головна роль                                             |
| 2015      | «Штам»                                      | The Strain                                   | Роб Бредлі               | Епізод: «Ідентичність»                                   |
| 2016-2021 | «Люцифер (телесеріал)»                      | Lucifer                                      | Люцифер Морнінгстар      | Головна роль                                             |
| 2018      | «Сім'янин»                                  | Family Guy                                   | Оскар Вайлд              | озвучення, епізод: «V — це таємниця»                     |
| 2019      | «Флеш»                                      | The Flash                                    | Люцифер Морнінгстар      | Епізод: «Криза на нескінченних землях: Частина третя»    |
| 2019      | «Хіба це не романтично?»                    | Isn't It Romantic                            | лікар                    |                                                          |
| 2022      | «Робоцип»                                   | Robot Chicken                                | Бібендум                 | озвучення, епізод: «Може викликати нерішучість... чи ні» |
| 2024      | «Вибухові кошенята»                         | Exploding Kittens                            | Котобог/Бог              | озвучення, 9 епізодів                                    |